# Galaktyka Gutenberga
Galaktyka Gutenberga: tworzenie człowieka druku (ang. The Gutenberg Galaxy: The Making of Typographic Man) – wydana w 1962 roku książka kanadyjskiego socjologa Marshalla McLuhana. W Polsce opublikowało ją w 2017 roku Narodowe Centrum Kultury w serii „Myśli o kulturze”, w przekładzie Andrzeja Wojtasika, pod redakcją naukową Grzegorza Godlewskiego i Kaliny Kukiełko-Rogozińskiej. 
Książka przedstawia konsekwencje wynalezienia prasy drukarskiej z ruchomymi czcionkami w historii kultury człowieka oraz współczesne relacje między kulturą, społeczeństwem i mediami. Praca spopularyzowała pojęcia „globalnej wioski”, nawiązującej do błyskawicznego przekazu wiadomości z całego świata za sprawą elektronicznych mediów i tytułowej „galaktyki Gutenberga”, odnoszącej się do ogółu utrwalonej wiedzy ludzkiej, zwłaszcza w postaci drukowanej.
Według anegdoty dzieło zostało podyktowane i spisane w dwa tygodnie.

## Problematyka

Drzeworyt z 1568 przedstawiający drukarzy przy prasie drukarskiej

McLuhan twierdzi, że pojawienie się technologii druku zmodyfikowało formę naszego postrzegania, przenosząc i koncentrując nacisk percepcyjny od ucha do oka, z ogromnymi konsekwencjami dla jednostek i kultur. Według autora nowe technologie (takie jak alfabet, prasa drukarska, a nawet sama mowa) wywierają wpływ na poznanie, co z kolei wpływa na organizację społeczną: technologia druku zmienia nasze nawyki percepcyjne, co z kolei wpływa na interakcje społeczne. McLuhan sugeruje, że wynalazek ruchomej czcionki ukształtował kulturę Europy Zachodniej w latach 1500–1900. Masowa produkcja materiałów drukowanych sprzyjała nacjonalizmowi, umożliwiając szybsze i szersze rozpowszechnianie informacji niż zezwalają na to ręcznie pisane wiadomości. Liniowa forma druku wpłynęła na muzykę, gdyż odrzuciła powtórzenia, jak w chorałach gregoriańskich, na rzecz rozwoju linearnego, jak w symfoniach. Druk zmienił również wrażliwość człowieka Zachodu, zmieniając postrzeganie życia jako zbioru odrębnych bytów przez człowieka średniowiecza, w postrzeganie go jako ciągłości przez człowieka renesansu, tak jak widzenie druku. Druk umożliwił nawet rozwój protestantyzmu, ponieważ drukowana książka, umożliwiając ludziom samodzielne myślenie, prowadziła do indywidualnych objawień. Autor ryzykuje nawet stwierdzenie, że ruchoma czcionka była prototypem wszystkich maszyn i przyczyniła się do rozwoju mechanizacji.
Książka opisuje cztery epoki historii medialnej człowieka:
- Kultura plemienia oralnego
- Kultura pisma odręcznego
- Galaktyka Gutenberga
- Era elektroniczna

Za koniec każdego środka przekazu odpowiada pojawienie się nowego medium. U podstaw tej klasyfikacji leży jego teza, że społeczeństwa zostały ukształtowane bardziej przez naturę mediów, za pomocą których ludzie się komunikują, niż przez treść przekazu.
Książka jest pracą erudycyjną i interdyscyplinarną. Autor odwołuje się do klasycznych dzieł literatury, takich jak Król Lear Williama Szekspira, Raj utracony Johna Miltona, Don Kichot Miguela de Cervantesa czy Finnegans Wake Jamesa Joyce’a. Nawiązuje do tak rozległych odniesień, jak filozofia starożytnych Greków, czy fizyka Wernera Heisenberga.
We wstępie McLuhan deklaruje, że jego książka jest „uzupełnieniem” książki Singer of Tales Alberta Lorda, która z kolei jest kontynuacją badań nad eposami Homera Milmana Parry’ego.

## Forma
Autor sam określił konstrukcję swojej pracy jako mozaikową. Główna część książki (rozdział 2. „Galaktyka Gutenberga”) składa się ze 107 krótkich podrozdziałów, liczących niekiedy ledwie jedną, dwie lub trzy strony, co tworzy specyficzną mozaikę znaczeń. 

## Recepcja
W 1962 książka zdobyła najwyższą kanadyjską nagrodę literacką, Nagrodę Gubernatora Generalnego w kategorii „literatura faktu”. 